# جمال محمود
جمال محمود (مواليد 1 مايو 1973) لاعب كرة قدم أردني سابق من أصل فلسطيني. كان يجيد اللعب في مركز وسط هجومي مع نادي الوحدات حتى اعتزاله. عمل كمدير فني لمنتخب فلسطين من 2011 إلى 2014.

## ألقاب شرفية
فلسطين
- كأس الاتحاد الآسيوي (1): 2014

## روابط خارجية
- جمال محمود على موقع قاعدة بيانات كرة القدم.إي يو (الإنجليزية)
- جمال محمود على موقع كووورة